# Тонкодисперсний матеріал

Питома зовнішня поверхня вугілля в залежності від діаметра вугільних зерен. Тонкодисперсний матеріал - область "а".

Тонкодисперсний матеріал (англ. fine, fine-graded, fine-grained) — сипкий матеріал, що складається з дрібних або дуже дрібних частинок. У застосуванні до корисних копалин термін Т. не має загальноприйнятого тлумачення і єдиних лінійних вимірів. За однією з версій тонкими (тонкодисперсними) запропоновано вважати м-ли, які відповідають або менші за крупністю області перегину кривої «зовнішня питома площа поверхні матеріалу — крупність матеріалу» (В. С. Білецький, 1994). Як правило, ця область знаходиться в межах діаметрів частинок сипучого матеріалу 0,3-0,1 мм. Тобто, за цим підходом Т. матеріал — це полідисперсний матеріал крупністю 0,1 — 0 мм. За іншою версією Т. м-лом вважають м-ал з повністю розкритим рудним корисним компонентом (бл. 0,044-0,074 мм). Деякі автори прив'язують верхню границю крупності тонкодисперсного матеріалу до стику областей застосування різних методів збагачення, напр., «гравітація — флотація», «гравітація — магнітна сепарація» тощо. При зневодненні зернистих м-лів до тонкодисперсних зараховують суспензії з крупністю зерен 0,5-100 мкм (Г. Г. Чуянов). В цілому, конкретні лінійні границі Т. м-лу залежать від його виду, характеристик та способу переробки. Див. рис. у статті питома поверхня порід.